# Calle de Medellín
La calle de Medellín es una vía pública de la ciudad española de Madrid, situada en el barrio de Trafalgar, distrito de Chamberí.

## Descripción
La vía discurre desde la calle de Viriato hasta la de García de Paredes. Recuerda con el título la localidad badajocense de Medellín, cuna de Hernán Cortés. Aparece descrita en Las calles de Madrid (1889) de Hilario Peñasco de la Puente y Carlos Cambronero con las siguientes palabras:

Medellín. Entre las calles de Viriato y de García de Paredes. Es de apertura moderna. Medellín es una villa de la provincia de Cáceres. Nació en ella el famoso Hernán-Cortés, conquistador de Méjico. Su humilde casa, que se hallaba en medio del pueblo, fué arruinada por los franceses en tiempo de la guerra de la Independencia.
(Peñasco de la Puente y Cambronero, 1889, p. 326)